# بتة خور
بتة خور هي قرية في مقاطعة نمين، إيران. يقدر عدد سكانها بـ 372 نسمة بحسب إحصاء 2016.